# Religión yoruba

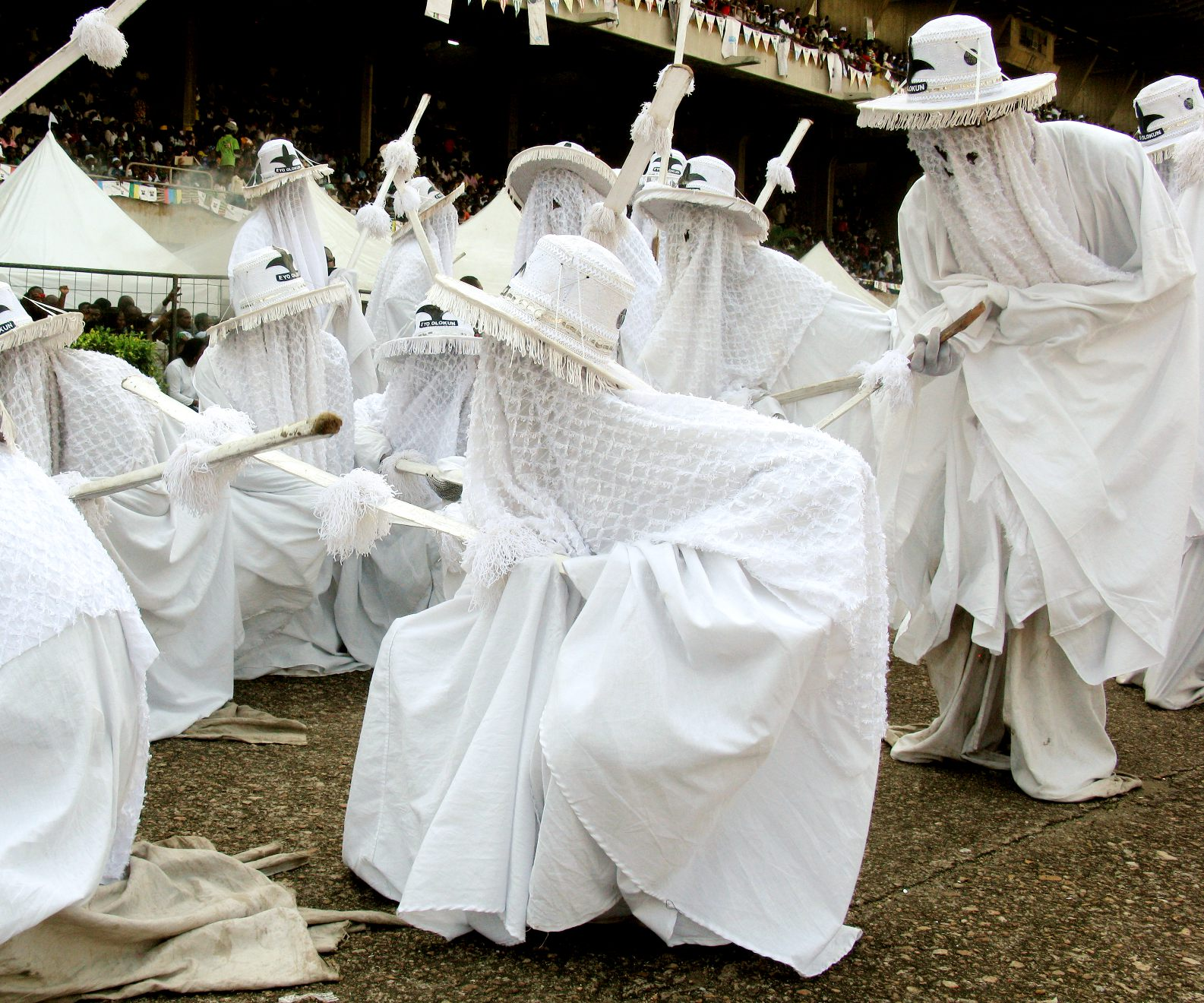
Veneración al dios del mar Olokun en el festivo de Eyo, en Lagos (Nigeria)

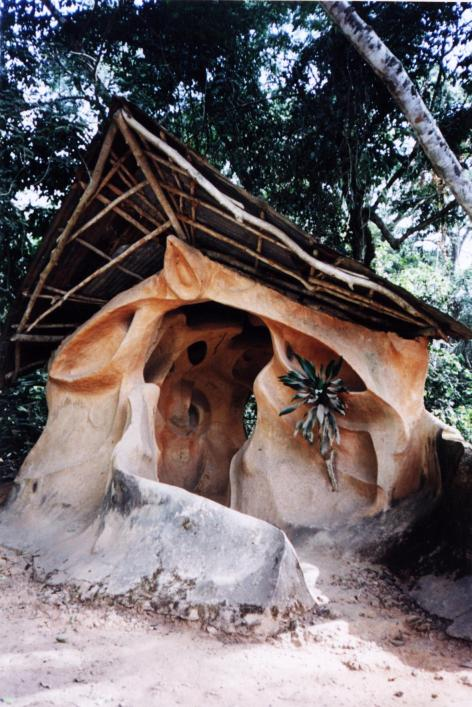
Bosque sagrado de Osun-Osogbo.

La religión yoruba (en yoruba, Òrìṣà-Ifá para referirse al pantón yoruba, e Ìṣẹ̀ṣẹ, para referirse al credo) se refiere a una serie de creencias y tradiciones espirituales originadas entre el pueblo yoruba, un grupo etnolingüístico originario del África Occidental, principalmente del Noroeste de Nigeria y las regiones contiguas de Benín. A través de la diáspora africana, se ha extendido su influencia fuera de África en formas sincréticas como la Santería, en el Caribe hispano, o el Candomblé, en Brasil.
La religión yoruba es solo una parte del complejo de mitos, canciones, historias y otros conceptos culturales que conforma la sociedad y la mitología yoruba.

## Creación
Los Yorùbá consideran a Òlódùmarè como el principal agente de la creación.
Según un relato Yorùbá de la creación, durante una cierta etapa de este proceso, se envió la "verdad" para confirmar la habitabilidad de los planetas recién formados. La tierra, siendo uno de estos, fue visitada, pero se consideró demasiado húmeda para la vida convencional.
Después de un período de tiempo exitoso, se enviaron varias divinidades dirigidas por Obatala para cumplir la tarea de ayudar a la Tierra a desarrollar su corteza. En una de sus visitas al reino, el archidivinidad Obatala subió al escenario equipado con un molusco que ocultaba alguna forma de suelo; bestias aladas y algo de tela como material. El contenido se vació en lo que pronto se convirtió en un gran montículo en la superficie del agua y poco después, las bestias aladas comenzaron a esparcir esto alrededor hasta el punto en que gradualmente se convirtió en un gran parche de tierra seca; las diversas hendiduras que crearon eventualmente se convirtieron en colinas y valles. [5]
Obatala saltó a un terreno elevado y nombró el lugar Ife. La tierra se volvió fértil y la vida vegetal comenzó a florecer. De puñados de tierra comenzó a moldear figuras. Mientras tanto, mientras esto sucedía en la Tierra, Olodumare reunió los gases de los confines del espacio y provocó una explosión que se convirtió en una bola de fuego. Posteriormente, lo envió a Ife, donde secó gran parte de la tierra y simultáneamente comenzó a hornear las figuras inmóviles. Fue en este punto que Olodumare lanzó el "aliento de vida" para soplar a través de la tierra, y las estatuillas lentamente comenzaron a "ser" como las primeras personas de Ife. [5]
Por esta razón, Ife se conoce localmente como "Ife Oodaye" - "cuna de la existencia".

## Deidades
Las deidades yorubas se llaman los Orishas, literalmente ‘dueños de la cabeza’. Shangó es uno de los Orishas más conocidos, dios del Trueno y un antepasado del pueblo Yoruba. Fue el cuarto rey del pueblo yoruba, y se deificó tras su muerte. Al recibir "santo" donde se sincretiza la ceremonia o ritual por el cual un orisha corona la cabeza del iniciado en esta religión,  se entregan los orishas principales: Oshun (deidad de los ríos, de la fertilidad), Yemaya (hermana de Oshun, deidad del mar), Elegua (el que abre los caminos), Oya (hermana de Oshun y Yemaya, deidad del cementerio), Shango, Oggun, Obbatala. Estos son entregados en cada ceremonia, aunque el panteón cuenta con muchas más deidades, que variarán según el orisha que marque el camino del iniciado. 
Se cree que los Orishas alguna vez fueron humanos, derivándose de allí muchos de sus Pattakies (historias, relatos) en la Tierra, y que después de su muerte pasaron al cielo, donde viven junto a Olofi (Dios). Son muchas las deidades de este panteón. Se conoce que existen poco más de 400 orishas, todos ellos abocados a traer estabilidad y firmeza a las personas que deciden dar sus primeros pasos en esta religión.

## Santos principales
del Panteón Yoruba:
- Abita
- Aja
- Babalu aye
- Egungún
- Elegua
- Eshu
- Ìbejì
- Ọbba
- Ọbàtálá (Deidad)
- Ògún
- Ọshun
- Odùduwà
- Olokun
- Ọrunmila
- Oshunmare
- Oya
- Shangó
- Yemayá
- Alggayú
- Yeguá
- Olofi
- Orisha Oko
- Ozaín
- Ochosi
- Inlé
- Dada

## Pattaki de deidades yorubas

### Pattaki de Orula (orunmila)
Al saber que Oggún había querido fornicar con su propia madre, Obatalá ordenó matar a todos sus hijos varones. Cuando nació Changó, Elegba se lo llevó escondido a Dadá, para que lo criara. Poco después nació Orula y, para salvarlo, Elegba lo enterró al pie de la Ceiba y le llevaba comida todos los días. Un día Obatalá enfermó; Elegba buscó corriendo a Changó para que lo curara. Cuando el gran curandero resolvió el problema de su padre, Elegba aprovechó la ocasión para pedir a Obatalá el perdón de Orula. El perdón fue concedido y entonces Changó lleno de alegría, cortó la ceiba, labró un tablero espléndido y le dio a su hermano, Orula el secreto de la adivinación. Es por eso que Orula dice: maferefum Elegba, maferefum Changó y por lo que el ékuele de Orula lleva un fragmento del collar de Changó.
Desde entonces, Orula es el dueño del tablero, el adivinador del futuro, y el consejero de los hombres, y es el intérprete del oráculo de Ifá.
- Atributos: Irofa, Iruke, Ékuele con el cual el babalawo cunsulta y Tablero de Orula, que representa el mundo, y con el que se realizan determinadas ceremonias de Ifá.
- Bailes: No tiene baile específico, puesto que no se sube, pero se ejecutan danzas en su honor, aunque sin ninguna característica especial.
- Catolización: San Francisco de Asís, San José de la Montaña (en La Habana y en Santiago de Cuba)

Orula se sincretiza con San Francisco de Asís (1181-1226). Francisco fue un italiano de padres mercaderes que pasó su juventud en el comercio y en el ejercicio de las armas. Una aparición de Jesucristo le hizo abrazar la vida religiosa. Desde entonces se propuso imitar la vida de pobreza y trabajos del fundador de su fe. Quizás sea Francisco, quien mejor encarne el modelo de la caridad cristiana, del perfecto amor al prójimo y a toda la naturaleza por ser obra del Creador.
Probablemente haya sido ese singular amor por los hombres, la clave de su asociación con Orula, pues fue este el primer orishá adivino, el que le proporcionó a los hombres el más importante de los dones: la posibilidad de conocer el futuro, y prevenir el mal que los acecha. Por otra parte, ambas personalidades religiosas sufrieron innumerables penalidades y fatigas. Su fecha se celebra el 4 de octubre.

### Pattaki de Elegua
Elegua era hijo de Okuboro, rey de Añagui. Un día andaba con su séquito y vio una luz brillante con tres ojos, que estaba en el suelo. Al acercarse vio que era un coco seco. Elegua se lo llevó al palacio, le contó a sus padres lo que había visto y tiró el coco detrás de una puerta. Poco después todos se quedaron asombrados al ver la luz que salía del coco. Tres días más tarde, Elegua murió. Todo el mundo le cogió mucho respeto al coco, que seguía brillando, pero con el tiempo, la gente se olvidó de él. Así fue que el pueblo llegó a verse en una situación desesperada y cuando se reunieron los viejos, llegaron a la conclusión, de que la causa estaba en el abandono del coco. Este, en efecto se hallaba vacío y comido por los bichos. Los viejos acordaron hacer algo sólido y perdurable y pensaron en colocar una piedra de santo en el lugar del coco, detrás de la puerta. Este fue el origen del nacimiento de Elegua como orishá.
- Atributos: A Elegua se le atribuye todo tipo de objeto utilizado en los juegos infantiles: papalotes, pitos, bolas, soldaditos, así como todo tipo de llaves, machete, garabato, sombrero de guano, artes de caza y pesca, pepitas de oro y monedas de plata, palos de monte, bejucos, escopetas y cananas, tarros de venado, cocos secos decorados, porrón, tarros de chivo.
- Bailes: Cuando este orishá se sube, corre a situarse detrás de la puerta, que es su lugar ritual. Brinca y se agita como un chiquillo, hace muecas y mima juegos infantiles, como empinar un papalote y bailar un trompo. Le hace bromas a los espectadores, se va y luego regresa, no deja de hacer monerías, algunas de las cuales pueden ser eróticas. Siempre se le entrega un garabato con el que representa apartar la maleza, subrayando su papel de abrir los caminos. Frecuentemente baila en un solo pie y dando vueltas, en lo que parece ser una alegoría del remolino.
- Catolización: Elegua sincretiza con el Niño de Atocha. La historia del Niño de Atocha es como sigue: en la ciudad de Atocha, en España, había muchos cristianos presos durante los últimos años de la ocupación árabe. Nadie estaba autorizado a entrar en las prisiones salvo los niños. Cierto día, un niño llegó a la prisión cargando un cesto lleno, de pan y un cubo lleno de agua con un cuenco para beber. Los moros quedaron asombrados, al observar que después de haberle servido a los innumerables prisioneros, tanto el cesto como el cubo seguían tan colmados como al principio. De acuerdo a la leyenda, Jesucristo había atendido a las plegarias y había venido, como niño a los que carecían de ayuda material y espiritual. Desde entonces es la imagen del niño de Atocha. Su fiesta de celebración el 1 de enero. Su sincretización con Elegua parece relacionarse al carácter infantil con que se presenta el orishá. Su día es el 6 de enero.

### Pattaki de Ògún
Ògún, el dueño del hierro, es irascible y solitario. Ògún estaba enamorado de su madre y varias veces quiso violarla, lo que no consiguió gracias a la vigilancia de Elegba. Un día Oggún se las arregló para conseguir su propósito, pero, para su desgracia, Obatalá lo sorprendió. Antes de que este pudiera decir nada, Ògún gritó: Yo mismo me voy a maldecir: " Mientras que el mundo sea mundo lo único que voy a hacer es trabajar para la Osha". Entonces se fue para el monte sin más compañía que sus perros, se escondió de los hombres y ningún orishá que no fuera Ochosi su hermano, el cazador, consiguió verlo.
- Atributos: En general, todos los hierros, machetes, palas, picos, martillos, yunques, guatacas, rastrillos, barretas, hoz, guadañas, serruchos, clavos, cuchillos y lanzas, pistolas, etcétera.
- Bailes: Tiene dos mímicas: La belicosa, blandiendo un machete y la laboriosa, que puede ser de carácter agrícola, cortando las yerbas con el machete artesanal o al estilo del herrero, golpeando con el martillo. En el primer caso Oggún baja agachado, avanzando un pie mientras arrastra el otro, como librándose de un machetazo involuntario, en el segundo caso mima la gesticulación del herrero, blandiendo el martillo y golpeando el yunque.
- Catolizáción: Se sincretiza con San Pedro, el príncipe de los apóstoles. Pedro, era un pescador de Galilea, que estuvo entre los primeros en seguir a Jesús. Según los hechos de los apóstoles, después de la resurrección, predicó por Asia Menor, haciendo de Antioquía el centro de sus actividades. Fue preso, pero a la aparición de un ángel, las cadenas se desprendieron de sus manos y pudo escapar. Más tarde fue a Roma, donde constituyó la primera comunidad cristiana. Allí estuvo unos veinticinco años hasta que, eventualmente cayó hecho prisionero y condenado a muerte. Fue crucificado cabeza abajo según su propio deseo, porque no se consideraba digno de morir del mismo modo que Jesús.

En la mayoría. de los cuadros San Pedro tiene en las manos las llaves del cielo. Todo parece indicar que su tradicional representación con las llaves o bien el incidente de las cadenas hicieron que lo asociaran a Ogún, el dueño de los hierros.

### Pattaki de Ochosi
Ochosi es el mejor de los cazadores, y sus flechas no fallan nunca. Sin embargo, en una época nunca podía llegar hasta sus presas porque la espesura del monte se lo impedía, desesperado fue a ver a Orula, quien le aconsejó que hiciera ebbó. Ochosi y Oggún eran enemigos porque Echu había sembrado cizaña entre ellos, pero Oggún tenía un problema similar. Aunque nadie era capaz de hacer trillos en el monte con más rapidez que él, nunca conseguía matar a sus piezas y se le escapaban. También fue a ver a Orula y recibió instrucciones de hacer ebbo. Fue así que ambos rivales fueron al monte a cumplir con lo suyo. Sin darse cuenta, Ochosi dejó caer su ebbó encima de Oggún. Tuvieron una discusión fuerte, pero Ochosi se disculpó y se sentaron a conversar y a contarse sus problemas. Mientras hablaban a lo lejos pasó un venado. Rápido como un rayo, Ochosi se incorporó y le tiró una flecha que le atravesó el cuello dejándolo muerto. «Ves —dijo Ochosi—, yo no lo puedo coger». Entonces Oggún cogió su machete y en un abrir y cerrar de ojos abrió un trillo hasta el venado. Muy contentos, llegaron hasta el animal, y lo compartieron. Desde ese momento convinieron en que eran necesarios el uno para el otro y que separados no eran nadie, por lo que hicieron un pacto en casa de Orula. Es por eso, que Ochosi el cazador, siempre anda con Oggun el dueño de los hierros.
- Atributos: Todo instrumento relativo a la caza y a la pesca, tarramentas de venados y trofeos de cacería.
- Bailes: Cuando se sube, da los gritos típicos de levantar la caza. Viste como Elegba y Oggún, pues es santo guerrero. El vestido es de color, lila o morado claro y su gorro es de piel de tigre, así como su bolsa. Usa el arco y la flecha para representar la cacería en su danza.
- Catolización: San Norberto. En Santiago de Cuba: Santiago Arcángel y San Huberto.
  - Norberto nació en 1082 y estaba emparentado con la familia imperial alemana. Fue capellán de Enrique V y canónigo, pero vivía entregado los placeres. En 1114 le cayó una centella al lado, lo que le hizo reconsiderar su actitud. Repartió sus bienes y se dedicó a la prédica y la penitencia por tierras de Alemania y Francia. Adoptó la regla de San Agustín y el hábito blanco en 1120. Fue arzobispo de Magdeburgo y murió en 1134. Fue canonizado en 1582. Su fiesta se celebra el 6 de junio (Lo más probable es que su sincretización con Ochosi se haya debido a una confusión con el nombre san Huberto, patrón de los cazadores y, por consiguiente, figura naturalmente afín al orishá).
  - Huberto era príncipe real de Francia y descendiente en línea directa con Clodoveo, primer rey cristiano francés. A los doce años mató a un oso que amenazaba la vida de su padre. Era un príncipe guerrero y ambicioso, con brillante futuro. Cuando cazaba el Viernes Santo del 683, tropezó con un ciervo de incomparable belleza, que tenía una cruz resplandeciente entre los cuernos. El ciervo le dio instrucciones para que se dedicara a la vida religiosa y lo amenazó con el infierno si desobedecía sus órdenes. Huberto se aconsejó, e hizo una carrera religiosa no menos brillante de la que pudo haber hecho en la política, Murió colmado de honores en el 727. Su día se celebra el 3 de noviembre.

### Pattaki de Osún
Osún era vigilante de Obatalá. Obatalá vivía con su mujer Iemú y sus hijos: Oggún, Ochosi, y Elegba. Oggún estaba enamorado de su madre y varias veces estuvo a punto de violarla, pero Elegba siempre le avisaba a Osun quien venía y lo regañaba. Entonces Oggún echó a la calle a Elegba, y le dio montones de maíz a Osun para que no lo delatara, Osun comía y luego dormía, mientras Oggún disfrutaba de su madre, Elegba se lo contó a Obatalá, que no lo quería creer, pero al otro día volvió más temprano. Obatalá vio a Osun acostado y a Oggún abusando de su madre, y llegó a su casa furioso. Fue cuando Oggún se maldijo a sí mismo y Obatalá le dijo a Osun: «Confiaba en ti y te vendiste por maíz». Entonces nombró a Elegba su vigilante.
- Catolización: San Juan Bautista (24 de junio en La Habana). Treinta años antes del nacimiento de Jesús, comenzó su misión predicando el bautismo en las márgenes del río Jordán, llegó a bautizar al mismo Jesús, ocasión en que se le apareció una paloma en representación del Espíritu Santo. Llegó a ser conocido y respetado, pero cuando le preguntaron si era el Redentor, dijo que estaba por venir otro más poderoso que él. Por entonces Herodes, Rey de Judea se había enamorado de Herodías mujer de su hermano y madre de una bella joven llamada Salomé. Cuando el hermano de Herodes murió este se casó con Herodías. Juan denunció esto como pecado y Herodes furioso, lo puso preso. Herodías quería, la muerte de Juan, pero el rey deseaba evitar resentimientos políticos y no accedió. Herodías dedicó entonces su capacidad de intriga para conseguir la muerte del Bautista. A Herodes le gustaba ver bailar a Salomé quien no solía complacerlo para no activarle demasiado la imaginación. Instigada por su madre, Salomé consiguió que Herodes le prometiera darle lo que quisiera si accedía a bailar para él. Después de complacerlo le exigió la cabeza de Juan, obligado por la promesa y seguramente ansioso por librarse del fastidio de Herodías, el Rey de Judea le presentó a Salomé la cabeza del Bautista en una bandeja de oro. Juan el Bautista tiene una gran significación para la Iglesia. Mientras que las fiestas de los otros santos se celebran en el día de su muerte, la de Juan se conmemora en el de su nacimiento puesto que vio la luz libre del pecado original.
  - La sincretización de Osun con Juan el Bautista parece justificada porque ambos se vieron envueltos en problemas morales en relación la familia. Por otra parte, ambos se relacionan con una paloma la que se le apareció a Juan cuando bautizaba a Jesús, y a Osun como mensajero de Olofi. Su fiesta se celebra el 24 de junio.

### Pattaki de Obatalá
En el principio de las cosas, cuando Olordumare bajó al mundo, se hizo acompañar de su hijo Obatalá. Debajo del cielo, solo había agua. Entonces Olordumare le entregó a Obatalá un puñado de tierra y una gallina. Obatalá echó la tierra formando un montículo en medio del mar. La gallina se puso a escarbar la tierra, esparciéndola y formando el mundo que conocemos. Olofi también encargó a Obatalá para que formara el cuerpo del hombre. Así lo hizo y culminó su faena alineándole la cabeza sobre, los hombros. Es por eso que Obatalá es el dueño de las cabezas.
- Atributos: Dueño de la plata y los metales blancos. Tiene una corona con plumas de loro, sol y luna, seis manillas, algodón, una bandera blanca, campana de plata. Dueño de la ceiba, su vellón es su algodón y su rama se utiliza para el trono de su Iyawo.
- Bailes: Los bailadores imitan los movimientos suaves de un anciano, de un jinete que blande una espada, o sacuden el rabo de caballo para limpiar los caminos.
- Catolización: Obatalá sincretiza con la Virgen de las Mercedes. Cuando España se encontraba sometida al yugo árabe grupos de cristianos se dedicaban a tratar de rescatar a los cautivos que languidecían en las prisiones sarracenas. Cuenta la leyenda que San Pedro Nolasco tuvo una aparición de la Virgen que le instó a instituir una orden religiosa que tuviera como fin redimir a los cristianos cautivos. Tanto San Raymundo de Peñafort como Jaime I, Rey de Aragón, tuvieron la misma inspiración. Puestos de acuerdo, el 10 de agosto de 1218 fundaron la Orden de la Redención de los Cautivos bajo la protección de la Virgen, a quién denominaron Santa María de las Mercedes. Su día se celebra el 24 de septiembre.

### Pattaki de Yemayá
Al principio aquí abajo solo había fuego y rocas ardientes. Entonces Olofi, quiso que el mundo existiera y convirtió el vapor de las llamas en nubes. De las nubes bajó el agua que apago el fuego. En los huecos enormes entre las rocas se formó Olokun, el Océano que es terrible y a quien todo el mundo teme. Pero el mar también es bueno, porque es la fuente de la vida, y el agua hizo venas en la tierra para que la vida se propagara. Esa es yemayá la Madre de las Aguas.
- Atributos y herramientas: Sol, Luna llena, ancla, salvavidas, bote, siete remos, siete aros, llave, estrella, siete aros de plata. Estos objetos elaborados en plata, acero, lata o plomo. Iruke adornado con cuentas azules y blancas. Campanita que se utiliza para saludar y para que preste atención cuando se habla con ella. Abanico con varillaje de nácar y oro, adornado con cuentas y caracoles.
- Bailes: Iemaiá, cuando se sube ríe a carcajadas y da vueltas como las olas y gira como los remolinos del océano. Unas veces bracea como nadando, otras representa una zambullida para sacar caracoles, algas y peces para sus hijos. En otras ocasiones parece remar hasta la orilla donde siempre la espera Ochún. Sus danzas comienzan con suaves ondulaciones, como las aguas que agita suavemente al soplo de la brisa, pero va aumentando en intensidad, como un oleaje que se enfurece.
- Catolización: En fecha tan lejana como 1660 se erigió en el caserío de Regla, en terrenos del ingenio Guaicamar, un bohío que cobijaba una imagen de la Virgen de la Regla de San Agustín (Cuenta la leyenda acerca del Obispo llamado San Agustín "El Africano" -nacido y fallecido en África (360-436)-,que cuando era muy joven tuvo una revelación de un ángel que le ordenó tallar en madera la figura de una imagen que debía colocar, bien adornada, en su oratorio. Los siglos borraron el nombre que San Agustín le hubo de poner, aunque parece ser Virgen de Regla. Diecisiete años después de su muerte, un discípulo de San Agustín, conocedor del secreto de la revelación, llamado Cipriano, para evitar que la figura fuera profanada por los bárbaros, embarcó con la imagen en una pequeña nave y llegó a un punto de las costas de España, cercano al lugar que hoy ocupa la Virgen de Regla en la villa de Chipiona (Cádiz). Se dice que a pesar de una tormenta que los sorprendió en medio del estrecho de Gibraltar, la imagen no sufrió deterioro alguno, ni Cipriano, ni la pequeña embarcación, considerándose este su primer milagro, que fuera ampliamente comentado por marinos y pescadores. Finalmente la tradición se encargó de hacerla patrona y protectora de todos los marinos). Dos años después, el bohío fue arrastrado por una tormenta. Juan Martin de Coyendo, un hombre piadoso y modesto, se dio a construir con sus propias manos (y la ayuda económica de Don Alonso Sánchez Cabello, comerciante habanero) una ermita de mampostería. Quedó terminada en 1664, cuando llegó a La Habana una nueva imagen de la Virgen, traída por el sargento mayor, don Pedro de Aranda. La instalaron en la ermita. Allí fue objeto de mucha devoción y el 23 de diciembre de 1714 la Virgen quedó proclamada patrona de la bahía. Sus fiestas fueron tradicionalmente muy populares entre todas las clases sociales. Blancos, nobles y negros esclavos —liberados por unos días— bebían aguardiente y presenciaban peleas de gallos e inesperadas corridas de toros. En el aire repicaban alegres villancicos a la dulce María, pero también profundos toques de batá que evocaban a Iemaiá. La sincretización de Iemaiá con la Virgen de Regla resultó natural: la Virgen es la madre de Dios, hay que cruzar el mar para venerarla y reside en su orilla; Iemaiá es la madre de todos los orishás, la misericordiosa reina del mar, que es su morada.se celebra de 6 para 7 de septiembre

### Pattaki de Oshún
Oshún, gustaba de pasearse por el monte. Un día Oggún, le vio pasar y sintió que se le traspasaba el corazón. Impetuoso y brutal, corrió detrás de la que despertaba sus deseos, decidido a poseerla. Oshún, huyó asustada. Pero Oggún, enardecido y violento, estaba por darle alcance, cuando ella, desesperada, se lanzó al río. Arrastrada por el torbellino de la corriente, llegó hasta la desembocadura donde se tropezó con Yemayá, que la tomó bajo su protección, y le regaló el río para que viviera. Por eso es que Oshún vive en el río y quiere tanto a Yemayá.
- Atributos: Abanicos de sándalo o pluma de pavo real, pececillos, camarones, conchas, botecitos, espejos, joyas, corales marinos, sábanas, paños bordados y todo objeto propio del tocador femenino.
- Bailes: Son quizás, los más bellos y sensuales de todos. Al subirse, ríe y agita sus brazos para que suenen las manillas de oro. Sus manos bajan y corren a lo largo del cuerpo, como los manantiales y los arroyos descendiendo de las colinas. A veces hace ademanes de remero y otras imita los movimientos de la que muele en el pilón. Generalmente danza con voluptuosidad y con las manos tendidas hacia adelante, en imploración, y con sugestivas contorsiones pelvianas. Exige miel, símbolo del dulzor de la esencia amorosa de la vida.
- Catolización: Se sincretiza con la Virgen de la Caridad del Cobre. Alrededor de 1620, dos indios, Juan de Hoyos y Juan Moreno, y un negrito criollo Rodrigo, fueron a buscar sal a la bahía de Nipe. Estando allí en una canoa, vieron algo que les llamó la atención en el mar. A la luz del amanecer remaron hacia allí y se encontraron con una imagen tallada en madera de la Virgen María que flotaba sobre una tabla. Llevaba en el brazo izquierdo al niño Jesús y una cruz de oro en la mano derecha. En la tabla había una inscripción que decía: "Yo soy la Virgen de la Caridad". Los tres hombres recogieron la imagen, y la condujeron al hato de Varajagua, donde el administrador de la mina ordenó construirle una rústica ermita. El 10 de mayo de 1916 Benedicto XV la declaró Patrona de Cuba. En enero de 1998 el Papa Juan Pablo II la coronó y la bendijo en Nombre de la Iglesia Católica.

Los yorubas la identificaron con Oshún porque esta orishá es la dueña del cobre, aparece en la desembocadura de un río, de tez bronceada, y entre los adornos de su vestimenta y atributos sobresale el oro y entre los criollos tuvo fama de caritativa y misericordiosa. En tiempos remotos la Iglesia Católica tomó las medidas de la imagen en cintas de raso para colocarlas en los vientres de las parturientas porque, se creía que así la Caridad del Cobre las protegía en el alumbramiento, Oshún es también la orishá protectora de las gestantes y parturientas. Se celebra 8 de septiembre.

### Pattaki de Shangó
Aggayú, el dueño del río, tuvo amores con yemaya y de ellos nació Shangó. Pero yemaya no lo quiso y Obatalá lo recogió y lo crio. Al reconocerlo como hijo, le puso un collar blanco y punzó. Dijo que sería rey del mundo y le fabricó un castillo. Se casó con Obba, pero también vivía fijo con Oyá y Oshun. Oyá como se sabe, era la mujer de Oggún, pero se enamoró de Shangó y se dejó robar por él. Este rapto dio origen a una guerra tremenda entre Shangó y Oggún. Cuentan que como Shangó peleaba y no tenía armas, Osain, que era su padrino, le preparó el secreto del guiro. Cuando lo tocaba con el dedo y se lo llevaba a la boca, podía echar candela por ella. Con eso vencía a sus enemigos. Cuando se oye tronar, se dice que es porque Shangó anda de rumbantela con sus mujeres o que cabalga por el cielo.
- Atributos: Hacha petaloide, de doble filo o bipene, copa, espada, acheré de jicotea, caballo moro, pandereta, bandera rojo brillante.
- Bailes: Al subirse embiste con la cabeza y da vueltas de carnero en dirección a los tambores. Abre desmesuradamente los ojos y saca la lengua para significar que la tiene de fuego. Agita en alto su hacha sagrada y se agarra los testículos con la mano. Ningún orishá da brincos más altos ni contorsiones más violentas, ni figuras más extrañas. También ningún otro orishá realiza extravagancias como la de comer candela. Sus bailes son guerreros o eróticos. En los guerreros blande el hacha bipene; en los eróticos trata de acentuar su prepotencia y emplea las más crudas evocaciones sexuales.
- Catolización: Se sincretiza con santa Bárbara. Esta santa fue hija única de un pagano llamado Dióscoro. Para apartarla de los hombres, que la codiciaban, o para mantenerla alejada de los cristianos, la encerró en una torre. Cuando la quiso casar, la joven se negó porque quería consagrarse a Dios. Cuando Dióscoro supo que su hija era cristiana la entregó a los tribunales. Los jueces no pudieron conseguir que renunciara a su fe ni con argumentos, ni con torturas, y la condenaron a muerte por degúello. Poco después su padre fue, fulminado por un rayo. Su imagen suele representarse con una espada, símbolo del valor. Su fusión con Changó resulta menos sorprendente si sé recuerda que este orishá en cierta ocasión se tuvo que disfrazar de mujer, que usa armas, aunque no simbólicas, y que es él dios del rayo y del trueno. Su día es el 4 de diciembre.

### Pattaki de Asojano (Babalú Ayé)
Babalú Ayé era muy mujeriego. Andaba continuamente de parranda, todo el mundo le perdió el respeto y la misma Ochún, que era su mujer, lo abandonó. Un Jueves Santo, Orula le advirtió: Hoy domínate y no andes con mujeres. Sin hacer caso del consejo de Orúmila, esa noche se acostó con una de sus amantes. Al otro día amaneció con el cuerpo todo cubierto de llagas purulentas. La gente huía de él porque le tenía miedo al contagio y solo lo seguían algunos perros a los que gustaba lamerle las llagas. Por mucho que suplicó, Olofi se negó a perdonarlo y al fin, Babalú Ayé murió. Pero a Ochún le dio lástima, y gracias a sus ardides consiguió que Olofi le devolviera la vida. Ahora Babalú Ayé sabía bien lo mucho que sufren los enfermos y por eso regresó tan caritativo y misericordioso.
- Atributos: Un manojo de varetas de palma de corojo o de coco que en su extremo inferior están atadas con una tela de saco. Se le añaden cauris y cuentas, para adornarlos. También telas de saco, y cualquier implemento propio de los impedidos. Igualmente perros, de cualquier tipo de material, que sean blancos y con manchas amarillas.
- Herramientas: Dos perritos de hierro. Dos muletas y una matraca.
- Bailes: Se sube y aparece casi siempre como enfermo, torcido y con las manos engarrotadas. Cojea y se siente tan débil que se cae. Su hablar es fañoso y tiene la nariz llena de mucosidades. Sus movimientos recuerdan los de un enfermo febril. En ocasiones hace como si espantara las moscas y demás insectos que se posan sobre sus llagas. También agita el ajá en el aire, como en un rito de limpieza barriendo todo lo malo. Generalmente, este baile afecta mucho a los posesos quienes suelen querer lamer pústulas o afecciones cutáneas de los espectadores.
- Catolización: Babalú Ayé está sincretizado con san Lázaro de Betania, uno de los más populares en Cuba. Lázaro era natural de Betania, una aldea cerca de Jerusalén y de familia acaudalada. Tenía una hermana mayor llamada Marta, y otra destinada a ser famosa, llamada María. Esta María era propietaria del castillo de Magdalón (sic, por Magdala) y por eso era llamada María Magdalena. Jesús era amigo de la casa y gustaba de visitarla. Los evangelios nos cuentan que Lázaro enfermó y murió. Jesús, al enterarse fue a su casa, y aunque llevaba cuatro días muerto, lo resucitó. Lázaro tuvo que abandonar el país y, después de muchas aventuras, llegó hasta Francia, donde se hizo obispo de Marsella, bajo el imperio de Domiciano. Luego fue hecho prisionero y ejecutado, aunque en esta ocasión quedó definitivamente muerto. A Lázaro suele representársele envuelto en vendas, como acostumbraba hacerse con los cadáveres de los judíos, y esto contribuyó a que su imagen se asociara a la de Babalu Ayé enfermo y harapiento. Se le celebra el 17 de diciembre.

### Pattaki de Aggayú
Aggayuú Solá era un gigante poderoso y temido, el dueño del río que se precipitaba desde lo alto. Acostumbraba ayudar a cruzar la corriente, pero siempre exigía que le pagaran. En cierta ocasión le hizo el favor a Yemayá, quien no tenía con que pagarle y tuvo que acostarse con él para contentarlo. De esta unión nació Changó, aunque Aggayú no supo nada. El gigante era tan temido que dejaba la puerta de su casa abierta de par en par, aunque la tenía abarrotada de viandas y frutas; nadie se hubiera atrevido a entrar. Un día, sin embargo, Changó que es muy fresco, se metió en la casa, se lo comió todo y hasta se acostó a dormir en su misma estera. Cuando Aggayú volvió del campo y vio el espectáculo, sin pensarlo dos veces agarró a Changó y lo tiró dentro de una hoguera, que por supuesto, no ardió. Entonces lo cargó y lo llevó a la orilla del mar para ahogarlo, pero Iemaiá apareció y, le hizo saber, que era su propio hijo. En cierta ocasión Changó pasó por un pueblo y vio que la gente andaba como los zombis. Changó se empeñó en saber quién era el rey del pueblo y, tras muchos esfuerzos, descubrió que era Aggayú y fue a verlo. Para qué quieres saber quién es el rey?, dijo Aggayú encolerizado y Changó le contestó: Papá, es que este pueblo no puede tener a la cabeza un rey tan fuerte. Todos andan muy mal, no oyen, no contestan, no hablan. No quiero que sigan sufriendo. Fue así como se pusieron de acuerdo y, desde entonces, Changó va a la cabeza y Aggayú a los hombros. Es por eso que los hijos de Aggayú tienen esa perfecta comunión con Changó.
- Atributos: Hacha bipene roja y blanca, adornada con abalorios amarillos, rojos y azules. Dos cuernos de novillo y dieciséis mates.
- Bailes: Se le conoce por sus pasos largos y porque alza mucho los pies, como para salvar obstáculos. Carga a los niños que están a su alcance y se los pone sobre los hombros.
- Catolización: San Cristóbal, patrono de la Ciudad de La Habana. En Santiago de Cuba, San Miguel Arcángel.
  - Aggayú Solá se sincretiza con San Cristóbal. Según una de las leyendas más populares, Cristóbal era un gigante que ayudaba a los hombres a cruzar cierto río, ancho y turbulento. En una ocasión ayudó a cruzar al mismo niño Jesús, lo que determinó su conversión al cristianismo. Murió como mártir durante el imperio de Decio. Su día se celebra el 25 de julio. La sincretización de Aggayú con San Cristóbal se debe a que ambos ostentan grandes poderes, acostumbran a cargar niños sobre sus hombros y sus leyendas se encuentran vinculadas a un río.

### Otras deidades
Los seres humanos y otras criaturas sensibles también se consideran por tener su propia deidad del destino individual, llamado «Ori», que es venerado a través de una escultura decorada simbólicamente con conchas. Tradicionalmente, se cree que los padres muertos y otros ancestros poseen poderes de protección sobre sus descendientes. Esta creencia es expresada en el culto y el sacrificio sobre la tumba o símbolo del ancestro, o como una comunidad en la observación del festival de Egungun, donde los ancestros son representados como hombres enmascarados coloridamente en representación de los espíritus ancestrales. Los padres difuntos o los ancestros son comúnmente venerados poniendo abono a la tierra y rompiendo nueces de cola en su honor en ocasiones especiales.
Una porción significante de la población sigue la religión tradicional llamada Ifá, o consulta con el clero de adivinadores tradicionales conocido como babalawo, o "Padre de los secretos."
La mayoría de los yorubas contemporáneos son cristianos o musulmanes, con congregaciones indígenas con la mayor membresía entre la cristiandad.

### Iya Nla
Los misterios de naturaleza y su existencia han sido cultivados por todo el mediante las costumbres religiosas por el primer antepasado humano. A aquellos antepasados que han sido la encarnación de la humanidad y se les elevan a un estado divino, para honrarlos y seguir con sus costumbres. Estos primeros antepasados dan clases a su descendientes de como entender el mundo esotérico y los caminos de las fuerzas invisibles para sostener la dinámica continua de existencia dentro de la Naturaleza. Estos primeros antepasados se hicieron representantes de aquellas fuerzas invisibles espirituales y fueron llamados de distintas formas por su descendientes según su lengua, región y los significados de sus culturas, siendo este nombre lo que los representa dentro de la adoración de los misterios de Naturaleza y la existencia. Esta encarnación humana de los primeros antepasados ayuda a distinguir el aspecto diverso y las influencias de las manifestaciones de Iya Nla.
Iya Nla es la disciplina sabia que nos enseña que si superamos el conocimiento de la forma física y permitirnos fluir la esencia de Awon Iya Wa ("nuestras madres") la preocupación maternal nos hará capaces de tener acceso tanto a la forma de las Fuerzas en la Naturaleza como la sabiduría de nuestros primeros antepasados. Si aprendemos a desarrollar una relación en curso dentro de la armonía de la creación para desarrollar la sensibilidad de estas fuerzas, ellos asumen que lograremos las características de nuestro 'Imale o Irunmole particular, primeros antepasados africanos que fueron elevados al grado de orishás.
Los aspectos, caminos, manifestaciones, papeles, atributos, conceptos, nombres de alabanza de Iya Nla están relacionados directamente con su capacidad y autoridad para curar crear la voluntad o destruirla. Iya Nla es la energía autosuficiente que da la vida y la armonía sobre la tierra, dotada por herencia en atributo a sus hijas los regalos infinitos y eternos del mecanismo Õrõ (Egúngún), Eleiye (la fuerza que da el poder y capacidades místicas) para intensificar la causa, el efecto y los cambios. Con estos regalos un Ìyá Àjé es capaz de tinar el poder terrestre y astral de curar, maldecir o causar la justicia vengativa sobre alguien que falte el respeto a la mujer y la maternidad. Ìyá Nlá es la matriz sagrada que da la vida; ella es la entrada a la existencia y el origen de los mecanismos biológicos, manifestados en cada mujer.

## Otros conceptos
La mitología yoruba incluye otras entidades además del orishá, como los egbere.
Ifá dafa así como merindinlogun (o cáscara de cauri la adivinación) son elementos importantes de las prácticas religiosas yoruba.

## Visión de la muerte: la reencarnación
Los yorubas creen en la reencarnación. Este hecho puede verse reflejado en que a veces llaman a hijos Babatunde ("el Padre vuelve") o a las hijas Yetunde ("la Abuela  vuelve"). También dan una enorme importancia al culto de los antepasados, el cual en su conjunto se denomina Egúngún.

## La mitología yoruba más allá de África
Muchos nativos yoruba fueron tomados y llevados como esclavos a Cuba, República Dominicana, Puerto Rico, Brasil, Venezuela, Colombia y principalmente en el siglo XIV (tras la caída del Imperio Oyo y por lo que la región se vio sumergida en una guerra civil), llevando sus creencia religiosas con ellos. Estos conceptos fueron combinados con la preexistencia de cultos africanos en diversos países, y en varios linajes yoruba fuera de África, creándose diversas manifestaciones:
- Santería (Cuba)
- Santería (Venezuela)
- Oyotunji (EE. UU.)
- Candomblé (Brasil)
- Umbanda (Brasil)
- Batuque (Brasil)
- Lukumí (Cuba)
- Camino de Olodumare(Argentina)
- Vodún: La religión de Haití, fue fundada por esclavos de diferentes etnias hablantes de Lenguas gbe, en los actuales territorios de Benín, Togo y Ghana). Aun así, presenta muchos elementos derivados de la mitología yoruba.

Además, el autor Ed Morales ha demostrado que la mitología de yoruba jugó una parte en la primera época de la música blues americana, citando al guitarrista de blues Robert Johnson en su Cross Road Blues cuando afirma: «Una dedicatoria velada en finos sesgos a Eleggua, la orishá responsable de los cruces de caminos» (Robert Johnson, Cross Road Blues).